# Neufila
Neufila fue un eclesiástico suevo, obispo católico de Tuy en el siglo VI.
Consagrado antes del año 580, en tiempos del rey Miro, su episcopado transcurrió durante las luchas de poder ocurridas a la muerte de éste. 
Tras los breves reinados de Eborico y Andeca, 
en el año 585 el rey visigodo Leovigildo conquistó el reino suevo y en un intento por introducir el arrianismo como religión oficial, ordenó el destierro de los prelados católicos, nombrando a Gardingo obispo arriano de Tuy. La persecución no duró mucho, pues al año siguiente Leovigildo murió, y su hijo Recaredo restauró el catolicismo.
Consta la presencia de Neufila en el concilio de Toledo del año 589; se desconoce cuánto tiempo sobrevivió más allá de esta fecha. Le sucedió en la sede Gardingo, que en este mismo concilio abjuró de su religión y reconoció su fidelidad a la iglesia católica.
| Predecesor: Anila | Obispo de Tuy c. 580 – después del 589 | Sucesor: Gardingo |